# Rio Tacaniça
O rio Tacaniça é um curso de água que banha o estado do Paraná.